# 바그너콧수염박쥐
바그너콧수염박쥐(Pteronotus personatus)는 유령얼굴박쥐과에 속하는 박쥐의 일종이다. 남아메리카와 중앙아메리카에서 발견된다. 신대륙 박쥐 중에서 도플러 이동 보상 행동을 하는 박쥐의 하나로 알려져 있다.